# Вустер (Арканзас)
Вустер (енгл. Wooster) град је у америчкој савезној држави Арканзас.

## Демографија
По попису из 2010. године број становника је 860, што је 344 (66,7%) становника више него 2000. године.
| Група             | 2000.       | 2010.       |
| Белци             | 501 (97,1%) | 813 (94,5%) |
| Афроамериканци    | 1 (0,2%)    | 0 (0,0%)    |
| Азијати           | 3 (0,6%)    | 6 (0,7%)    |
| Хиспаноамериканци | 5 (1,0%)    | 14 (1,6%)   |
| Укупно            | 516         | 860         |